# Rivière-Rouge
Rivière-Rouge är en stad (kommun av typen ville) i provinsen Québec i Kanada. Den ligger i regionen Laurentides, i den sydöstra delen av landet, 130 km norr om huvudstaden Ottawa. Staden bildades 2002 genom sammanslagning av bykommunen L'Annonciation, som utgör stadens centrum, med bykommunen Sainte-Véronique, kommunen Marchand och kommunen La Macaza. La Macaza återupprättades som kommun 2006.